# 韦利科·姆尔希奇
韦利科·姆尔希奇（1971年4月13日—），克罗地亚男子篮球运动员。他曾代表克罗地亚国家队参加1996年夏季奥林匹克运动会篮球比赛，获得第7名。